# چرنل‌هازادومانیا
چِرنِل‌هازادومانیا (به مجاری:  Chernelházadamonya) یک شهرداری در مجارستان است که در واش واقع شده‌است. چرنل‌هازادومانیا ۷٫۸۵ کیلومتر مربع مساحت و ۲۰۹ نفر جمعیت دارد.